# 2020-as Formula–1 olasz nagydíj
Az olasz nagydíj volt a 2020-as Formula–1 világbajnokság nyolcadik futama, amelyet 2020. szeptember 4. és szeptember 6. között rendeztek meg az Autodromo Nazionale di Monza versenypályán, Monzában.
Ettől a hétvégétől kezdve a csapatok kötelesek voltak az időmérő edzések folyamán ugyanazokat a motorbeállításokat használni, amiket a futamon, azaz betiltották az ún. időmérős motorbeállításokat.

## Választható keverékek
| Abroncs              | Friss | Használt |
| -------------------- | ----- | -------- |
| Kemény keverék (C2)  |       |          |
| Közepes keverék (C3) |       |          |
| Lágy keverék (C4)    |       |          |
| Átmeneti esőgumi (I) |       |          |
| Teljes esőgumi (W)   |       |          |

## Szabadedzések

### Első szabadedzés
Az olasz nagydíj első szabadedzését szeptember 4-én, pénteken délelőtt tartották, magyar idő szerint 11:00-tól.
| helyezés | versenyző          | csapat/motor          | elért idő | különbség | futott kör |
| -------- | ------------------ | --------------------- | --------- | --------- | ---------- |
| 1        | Valtteri Bottas    | Mercedes              | 1:20,703  | −         | 28         |
| 2        | Lewis Hamilton     | Mercedes              | 1:20,948  | +0,245    | 27         |
| 3        | Alexander Albon    | Red Bull-Honda        | 1:21,500  | +0,797    | 30         |
| 4        | Danyiil Kvjat      | AlphaTauri-Honda      | 1:21,555  | +0,852    | 31         |
| 5        | Max Verstappen     | Red Bull-Honda        | 1:21,641  | +0,938    | 22         |
| 6        | Pierre Gasly       | AlphaTauri-Honda      | 1:21,667  | +0,964    | 27         |
| 7        | Sergio Pérez       | Racing Point-Mercedes | 1:21,747  | +1,044    | 25         |
| 8        | Lando Norris       | McLaren-Renault       | 1:21,747  | +1,044    | 29         |
| 9        | Daniel Ricciardo   | Renault               | 1:21,789  | +1,086    | 22         |
| 10       | Carlos Sainz Jr.   | McLaren-Renault       | 1:21,821  | +1,118    | 27         |
| 11       | Charles Leclerc    | Ferrari               | 1:21,904  | +1,201    | 25         |
| 12       | Esteban Ocon       | Renault               | 1:21,984  | +1,281    | 28         |
| 13       | Lance Stroll       | Racing Point-Mercedes | 1:22,131  | +1,428    | 21         |
| 14       | Romain Grosjean    | Haas-Ferrari          | 1:22,409  | +1,706    | 20         |
| 15       | Kevin Magnussen    | Haas-Ferrari          | 1:22,422  | +1,719    | 19         |
| 16       | Antonio Giovinazzi | Alfa Romeo-Ferrari    | 1:22,552  | +1,849    | 24         |
| 17       | Kimi Räikkönen     | Alfa Romeo-Ferrari    | 1:22,619  | +1,916    | 27         |
| 18       | Roy Nissany        | Williams-Mercedes     | 1:22,826  | +2,123    | 25         |
| 19       | Sebastian Vettel   | Ferrari               | 1:22,988  | +2,285    | 24         |
| 20       | Nicholas Latifi    | Williams-Mercedes     | 1:23,120  | +2,417    | 22         |

### Második szabadedzés
Az olasz nagydíj második szabadedzését szeptember 4-én, pénteken délután tartották, magyar idő szerint 15:00-tól.
| helyezés | versenyző          | csapat/motor          | elért idő | különbség | futott kör |
| -------- | ------------------ | --------------------- | --------- | --------- | ---------- |
| 1        | Lewis Hamilton     | Mercedes              | 1:20,192  | −         | 32         |
| 2        | Valtteri Bottas    | Mercedes              | 1:20,454  | +0,262    | 29         |
| 3        | Lando Norris       | McLaren-Renault       | 1:21,089  | +0,897    | 19         |
| 4        | Pierre Gasly       | AlphaTauri-Honda      | 1:21,121  | +0,929    | 25         |
| 5        | Max Verstappen     | Red Bull-Honda        | 1:21,228  | +1,036    | 30         |
| 6        | Carlos Sainz Jr.   | McLaren-Renault       | 1:21,313  | +1,121    | 30         |
| 7        | Danyiil Kvjat      | AlphaTauri-Honda      | 1:21,376  | +1,184    | 35         |
| 8        | Lance Stroll       | Racing Point-Mercedes | 1:21,389  | +1,197    | 32         |
| 9        | Charles Leclerc    | Ferrari               | 1:21,503  | +1,311    | 32         |
| 10       | Sergio Pérez       | Racing Point-Mercedes | 1:21,594  | +1,402    | 31         |
| 11       | Esteban Ocon       | Renault               | 1:21,697  | +1,505    | 32         |
| 12       | Sebastian Vettel   | Ferrari               | 1:21,733  | +1,541    | 28         |
| 13       | Antonio Giovinazzi | Alfa Romeo-Ferrari    | 1:21,786  | +1,594    | 32         |
| 14       | Alexander Albon    | Red Bull-Honda        | 1:21,883  | +1,691    | 36         |
| 15       | Daniel Ricciardo   | Renault               | 1:22,080  | +1,888    | 29         |
| 16       | Kevin Magnussen    | Haas-Ferrari          | 1:22,088  | +1,896    | 32         |
| 17       | Kimi Räikkönen     | Alfa Romeo-Ferrari    | 1:22,147  | +1,955    | 34         |
| 18       | Romain Grosjean    | Haas-Ferrari          | 1:22,254  | +2,062    | 34         |
| 19       | Nicholas Latifi    | Williams-Mercedes     | 1:22,825  | +2,633    | 32         |
| 20       | George Russell     | Williams-Mercedes     | 1:22,927  | +2,735    | 34         |

### Harmadik szabadedzés
Az olasz nagydíj harmadik szabadedzését szeptember 5-én, szombaton délelőtt tartották, magyar idő szerint 12:00-tól.
| helyezés | versenyző          | csapat/motor          | elért idő | különbség | futott kör |
| -------- | ------------------ | --------------------- | --------- | --------- | ---------- |
| 1        | Valtteri Bottas    | Mercedes              | 1:20,089  | −         | 14         |
| 2        | Carlos Sainz Jr.   | McLaren-Renault       | 1:20,318  | +0,229    | 14         |
| 3        | Lando Norris       | McLaren-Renault       | 1:20,412  | +0,323    | 15         |
| 4        | Daniel Ricciardo   | Renault               | 1:20,419  | +0,330    | 9          |
| 5        | Lewis Hamilton     | Mercedes              | 1:20,439  | +0,350    | 11         |
| 6        | Max Verstappen     | Red Bull-Honda        | 1:20,456  | +0,367    | 15         |
| 7        | Alexander Albon    | Red Bull-Honda        | 1:20,563  | +0,474    | 15         |
| 8        | Esteban Ocon       | Renault               | 1:20,693  | +0,604    | 13         |
| 9        | Lance Stroll       | Racing Point-Mercedes | 1:20,804  | +0,715    | 14         |
| 10       | Sergio Pérez       | Racing Point-Mercedes | 1:20,897  | +0,808    | 13         |
| 11       | Charles Leclerc    | Ferrari               | 1:20,917  | +0,828    | 11         |
| 12       | Pierre Gasly       | AlphaTauri-Honda      | 1:20,936  | +0,847    | 14         |
| 13       | Danyiil Kvjat      | AlphaTauri-Honda      | 1:20,953  | +0,864    | 13         |
| 14       | Romain Grosjean    | Haas-Ferrari          | 1:21,205  | +1,116    | 14         |
| 15       | Sebastian Vettel   | Ferrari               | 1:21,263  | +1,174    | 13         |
| 16       | Kevin Magnussen    | Haas-Ferrari          | 1:21,436  | +1,347    | 15         |
| 17       | Kimi Räikkönen     | Alfa Romeo-Ferrari    | 1:21,459  | +1,370    | 15         |
| 18       | George Russell     | Williams-Mercedes     | 1:21,677  | +1,588    | 16         |
| 19       | Nicholas Latifi    | Williams-Mercedes     | 1:21,764  | +1,675    | 15         |
| 20       | Antonio Giovinazzi | Alfa Romeo-Ferrari    | 1:22,090  | +2,001    | 15         |

## Időmérő edzés
Az olasz nagydíj időmérő edzését szeptember 5-én, szombaton futották, magyar idő szerint 15:00-tól.
| helyezés              | rajtszám | versenyző          | csapat/motor          | 1. rész  | 2. rész  | 3. rész  | rajthely | futott kör |
| --------------------- | -------- | ------------------ | --------------------- | -------- | -------- | -------- | -------- | ---------- |
| 1                     | 44       | Lewis Hamilton     | Mercedes              | 1:19,514 | 1:19,092 | 1:18,887 | 1        | 18         |
| 2                     | 77       | Valtteri Bottas    | Mercedes              | 1:19,786 | 1:18,952 | 1:18,956 | 2        | 18         |
| 3                     | 55       | Carlos Sainz Jr.   | McLaren-Renault       | 1:20,099 | 1:19,705 | 1:19,695 | 3        | 16         |
| 4                     | 11       | Sergio Pérez       | Racing Point-Mercedes | 1:20,048 | 1:19,718 | 1:19,720 | 4        | 17         |
| 5                     | 33       | Max Verstappen     | Red Bull-Honda        | 1:20,193 | 1:19,780 | 1:19,795 | 5        | 17         |
| 6                     | 4        | Lando Norris       | McLaren-Renault       | 1:20,344 | 1:19,962 | 1:19,820 | 6        | 18         |
| 7                     | 3        | Daniel Ricciardo   | Renault               | 1:20,548 | 1:20,031 | 1:19,864 | 7        | 16         |
| 8                     | 18       | Lance Stroll       | Racing Point-Mercedes | 1:20,400 | 1:19,924 | 1:20,049 | 8        | 19         |
| 9                     | 23       | Alexander Albon    | Red Bull-Honda        | 1:21,104 | 1:20,064 | 1:20,090 | 9        | 19         |
| 10                    | 10       | Pierre Gasly       | AlphaTauri-Honda      | 1:20,145 | 1:19,909 | 1:20,177 | 10       | 20         |
| 11                    | 26       | Danyiil Kvjat      | AlphaTauri-Honda      | 1:20,307 | 1:20,169 |          | 11       | 14         |
| 12                    | 31       | Esteban Ocon       | Renault               | 1:20,747 | 1:20,234 |          | 12       | 12         |
| 13                    | 16       | Charles Leclerc    | Ferrari               | 1:20,443 | 1:20,273 |          | 13       | 15         |
| 14                    | 7        | Kimi Räikkönen     | Alfa Romeo-Ferrari    | 1:21,010 | 1:20,926 |          | 14       | 14         |
| 15                    | 20       | Kevin Magnussen    | Haas-Ferrari          | 1:20,869 | 1:21,573 |          | 15       | 14         |
| 16                    | 8        | Romain Grosjean    | Haas-Ferrari          | 1:21,139 |          |          | 16       | 8          |
| 17                    | 5        | Sebastian Vettel   | Ferrari               | 1:21,151 |          |          | 17       | 5          |
| 18                    | 99       | Antonio Giovinazzi | Alfa Romeo-Ferrari    | 1:21,206 |          |          | 18       | 9          |
| 19                    | 63       | George Russell     | Williams-Mercedes     | 1:21,587 |          |          | 19       | 7          |
| 20                    | 6        | Nicholas Latifi    | Williams-Mercedes     | 1:21,717 |          |          | 20       | 8          |
| 107%-os idő: 1:25,079 |          |                    |                       |          |          |          |          |            |

## Futam
Az olasz nagydíj futama szeptember 6-án, vasárnap rajtolt, magyar idő szerint 15:10-kor.
A verseny rajtját követően Hamilton maradt az élen, Bottas visszaesett, Sainz vette át a második helyet, amelyet tartott is a következő körökben. A 6. körben Vettel fékjei felmondták a szolgálatot, így feladta a versenyt. Nem sokkal később Magnussen autója állt meg. A versenyt a 26. körben piros zászlóval félbe kellett szakítani Leclerc hatalmas balesete miatt. Hamilton és Giovinazzi ekkor a zárt boxutcába hajtottak be kerékcserére, így mindketten 10 másodperces stop-and-go büntetést kaptak, Hamilton ezzel a mezőny végére esett vissza az újraindítást követően. Néhány körrel később Verstappen is feladta a futamot erőforrásproblémák miatt. Gasly épp a baleset idején cserélt kereket, így az újraindítás után taktikai előnybe került, és Sainz támadásait visszaverve élete első futamgyőzelmét aratta, mögötte Sainz és Stroll állhattak a dobogóra, mindhárman második alkalommal végeztek dobogós helyen Formula–1-es pályafutásuk során.
| helyezés | rajtszám | versenyző          | csapat/motor          | futott kör | idő/kiesés oka | rajthely | abroncs | pont |
| -------- | -------- | ------------------ | --------------------- | ---------- | -------------- | -------- | ------- | ---- |
| 1        | 10       | Pierre Gasly       | AlphaTauri-Honda      | 53         | 1:47:06,056    | 10       |         | 25   |
| 2        | 55       | Carlos Sainz Jr.   | McLaren-Renault       | 53         | +0,415         | 3        |         | 18   |
| 3        | 18       | Lance Stroll       | Racing Point-Mercedes | 53         | +3,358         | 8        |         | 15   |
| 4        | 4        | Lando Norris       | McLaren-Renault       | 53         | +6,000         | 6        |         | 12   |
| 5        | 77       | Valtteri Bottas    | Mercedes              | 53         | +7,108         | 2        |         | 10   |
| 6        | 3        | Daniel Ricciardo   | Renault               | 53         | +8,391         | 7        |         | 8    |
| 7        | 44       | Lewis Hamilton     | Mercedes              | 53         | +17,245        | 1        |         | 7[1] |
| 8        | 31       | Esteban Ocon       | Renault               | 53         | +18,691        | 12       |         | 4    |
| 9        | 26       | Danyiil Kvjat      | AlphaTauri-Honda      | 53         | +22,208        | 11       |         | 2    |
| 10       | 11       | Sergio Pérez       | Racing Point-Mercedes | 53         | +23,224        | 4        |         | 1    |
| 11       | 6        | Nicholas Latifi    | Williams-Mercedes     | 53         | +32,876        | 20       |         |      |
| 12       | 8        | Romain Grosjean    | Haas-Ferrari          | 53         | +35,164        | 16       |         |      |
| 13       | 7        | Kimi Räikkönen     | Alfa Romeo-Ferrari    | 53         | +36,312        | 14       |         |      |
| 14       | 63       | George Russell     | Williams-Mercedes     | 53         | +36,593        | 19       |         |      |
| 15       | 23       | Alexander Albon    | Red Bull-Honda        | 53         | +37,533        | 9        |         |      |
| 16       | 99       | Antonio Giovinazzi | Alfa Romeo-Ferrari    | 53         | +55,199        | 18       |         |      |
| ki       | 33       | Max Verstappen     | Red Bull-Honda        | 30         | erőforrás      | 5        |         |      |
| ki       | 16       | Charles Leclerc    | Ferrari               | 23         | baleset        | 13       |         |      |
| ki       | 20       | Kevin Magnussen    | Haas-Ferrari          | 17         | erőforrás      | 15       |         |      |
| ki       | 5        | Sebastian Vettel   | Ferrari               | 6          | fékek          | 17       |         |      |

Megjegyzés:
- ↑ 1:  — Lewis Hamilton a helyezéséért járó pontok mellett a versenyben futott leggyorsabb körért további 1 pontot szerzett.

## A világbajnokság állása a verseny után
| H   | Versenyzők       | Pont | H   | Konstruktőrök         | Pont |
| --- | ---------------- | ---- | --- | --------------------- | ---- |
| 1.  | Lewis Hamilton   | 164  | 1.  | Mercedes              | 281  |
| 2.  | Valtteri Bottas  | 117  | 2.  | Red Bull-Honda        | 158  |
| 3.  | Max Verstappen   | 110  | 3.  | McLaren-Renault       | 98   |
| 4.  | Lance Stroll     | 57   | 4.  | Racing Point-Mercedes | 82   |
| 5.  | Lando Norris     | 57   | 5.  | Renault               | 71   |
| 6.  | Alexander Albon  | 48   | 6.  | Ferrari               | 61   |
| 7.  | Charles Leclerc  | 45   | 7.  | AlphaTauri-Honda      | 47   |
| 8.  | Pierre Gasly     | 43   | 8.  | Alfa Romeo-Ferrari    | 2    |
| 9.  | Carlos Sainz Jr. | 41   | 9.  | Haas-Ferrari          | 1    |
| 10. | Daniel Ricciardo | 41   | 10. | Williams-Mercedes     | 0    |

(A teljes táblázat)

## Statisztikák
- Vezető helyen:

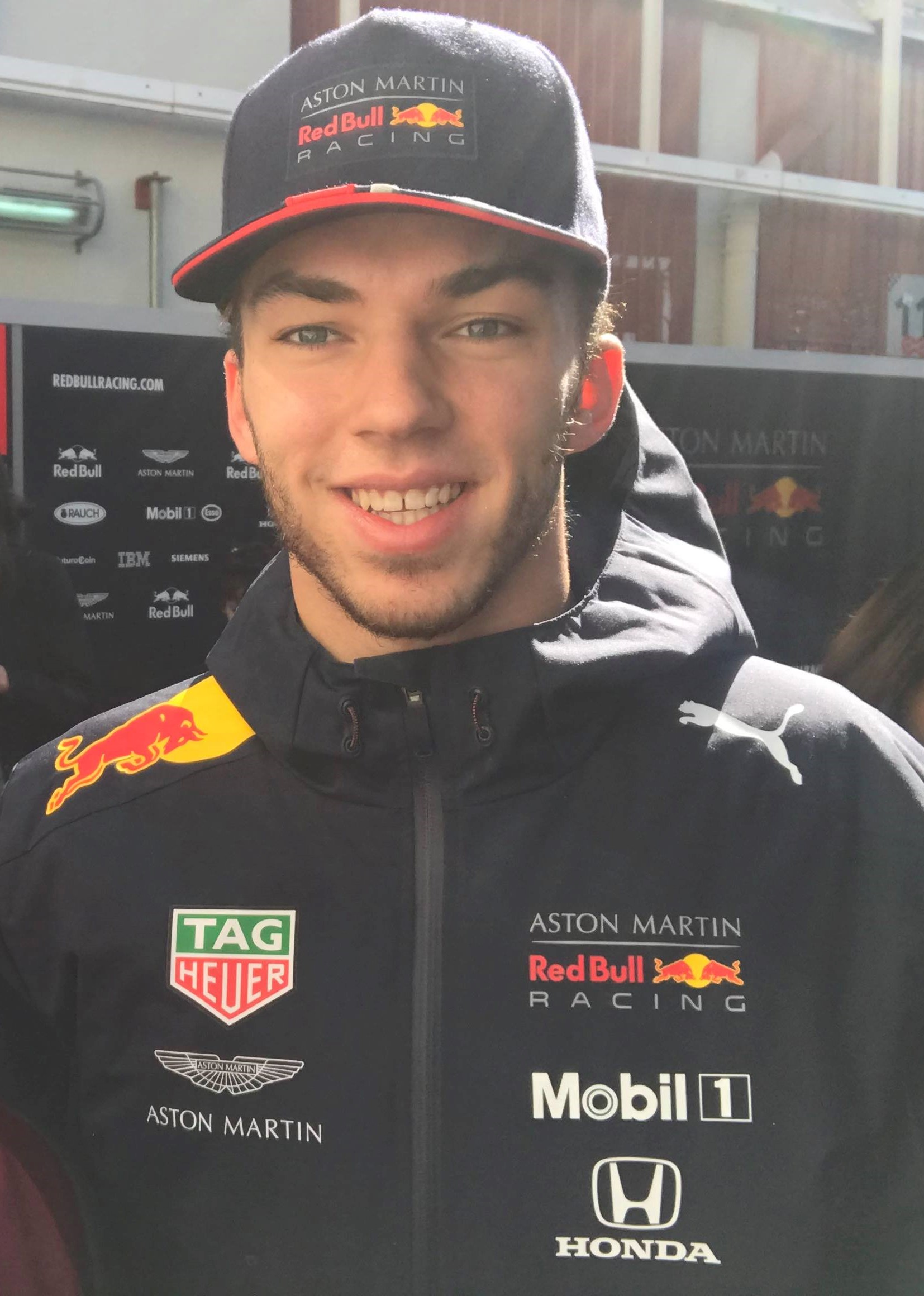
Pierre Gasly élete első futamgyőzelmét szerezte

  - Lewis Hamilton: 26 kör (1-20 és 22-27)
  - Carlos Sainz Jr.: 1 kör (21)
  - Pierre Gasly: 26 kör (28-53)
- Lewis Hamilton 94. pole-pozíciója és 50. versenyben futott leggyorsabb köre.
- Pierre Gasly 1. futamgyőzelme.
- Az AlphaTauri 1. (a jogelőd Toro Rosso eredményeit is figyelembe véve 2.) futamgyőzelme.
- Pierre Gasly 2., Carlos Sainz Jr. 2., Lance Stroll 2. dobogós helyezése.
- Charles Leclerc 50. nagydíja.[6]